# Thymus pastoralis
Thymus pastoralis — вид рослин родини глухокропивові (Lamiaceae), поширений у північному Кавказі (Росія).

## Опис
Напівчагарничок 12–30 см заввишки. Квітконосні гілки під суцвіттям і в суцвітті густо запушені довгими волосками, а в нижній частині — короткими. Листки довгасто-еліптичні, до основи клиноподібно звужені, але без виразного черешка, 7–27 мм завдовжки, по краю лише біля основи війчасті, на поверхні голі. Суцвіття яйцюваті, до кінця цвітіння подовжені. Віночок ≈ 5 мм довжиною, рожево-ліловий. Горішки майже кулясті, 0.6–0.7 мм в діаметрі. Вся рослина з досить сильним лимонним запахом.

## Поширення
Поширений у північному Кавказі (Росія).